# Linia 4 metra w Madrycie
Linia 4 – czwarta linia metra w Madrycie łącząca stacje Pinar de Chamartín i Argüelles. Cała linia liczy w sumie 23 stacje z peronami 60-metrowymi i o łącznej długości 16 km torów. Pierwszy odcinek linii został otwarty w 1932 r.